# Manassas (album)
Manassas is het debuutalbum van de Amerikaanse band Manassas uit 1972. Manassas was aan het begin van de jaren zeventig de band van Stephen Stills die vooral bekend werd is geworden om zijn deelname aan Crosby, Stills, Nash, & Young. Stills schreef vrijwel alle nummers zelf, waarvan verschillende malen met anderen.
Het album werd opgenomen in de Criteria Studios in Miami. Het was aanvankelijk bedoeld als derde album voor Stephen Stills. De musici waren echter zo goed te spreken over hun onderlinge samenwerking, dat ze besloten als band verder te gaan
Het album bereikte plaats 4 in de Billboard 200. Het nummer It doesn't matter verscheen ook op een single en bereikte plaats 61 in de Billboard Hot 100.

## Nummers
Manassas bestaat uit twee elpees, ofwel vier kanten. Elke kant kreeg een eigen ondertitel mee.

| Nr. | Titel                               | Schrijver(s)                                               | Duur |
| --- | ----------------------------------- | ---------------------------------------------------------- | ---- |
| 1.  | Song of love                        | Stephen Stills                                             | 3:28 |
| 2.  | Rock & roll crazies Cuban bluegrass | Stephen Stills en Dallas Taylor Stephen Stills en Joe Lala | 3:34 |
| 3.  | Jet set (Sigh)                      | Stephen Stills                                             | 4:25 |
| 4.  | Anyway                              | Stephen Stills                                             | 3:21 |
| 5.  | Both of us (Bound to lose)          | Stephen Stills en Chris Hillman                            | 3:00 |

| Nr. | Titel                         | Schrijver(s)   | Duur |
| --- | ----------------------------- | -------------- | ---- |
| 1.  | Fallen eagle                  | Stephen Stills | 2:03 |
| 2.  | Jesus gave love away for free | Stephen Stills | 2:59 |
| 3.  | Colorado                      | Stephen Stills | 2:50 |
| 4.  | So begins the task            | Stephen Stills | 3:57 |
| 5.  | Hide it so deep               | Stephen Stills | 2:44 |
| 6.  | Don't look at my shadow       | Stephen Stills | 2:30 |

| Nr. | Titel             | Schrijver(s)                                  | Duur |
| --- | ----------------- | --------------------------------------------- | ---- |
| 1.  | It doesn't matter | Stephen Stills, Chris Hillman en Rick Roberts | 2:30 |
| 2.  | Johnny's garden   | Stephen Stills                                | 2:45 |
| 3.  | Bound to fall     | Mike Brewer en Tom Mastin                     | 1:53 |
| 4.  | How far           | Stephen Stills                                | 2:49 |
| 5.  | Move around       | Stephen Stills                                | 4:15 |
| 6.  | The love gangster | Stephen Stills en Bill Wyman                  | 2:51 |

| Nr. | Titel                   | Schrijver(s)   | Duur |
| --- | ----------------------- | -------------- | ---- |
| 1.  | What to do              | Stephen Stills | 4:44 |
| 2.  | Right Now               | Stephen Stills | 2:58 |
| 3.  | The treasure (Take one) | Stephen Stills | 8:03 |
| 4.  | Blues man               | Stephen Stills | 4:04 |